# 광주광역시청 소관 공직유관단체 목록
광주광역시청 소관 공직유관단체 목록은 광주광역시청의 공직유관단체에 대해 기술한다.

## 목록

### 체육회
- 광주광역시체육회
- 광주광역시장애인체육회

### 공사·출자기업
- 광주교통공사
- 광주광역시도시공사

### 재단/사단법인
- 광주테크노파크
- 광주신용보증재단
- 김대중컨벤션센터
- 광주광역시광주여성재단
- 광주디자인센터
- 광주정보문화산업진흥원
- 광주광역시광주문화재단
- 광주복지재단
- 광주영어방송
- 광주광역시경제고용진흥원
- 광주과학기술교류협력센터
- 5·18기념재단
- 광주광역시교통약자이동센터
- 광주그린카진흥원

### 시설관리공단
- 광주환경공단
- 광산구시설관리공단

## 참고 문헌
- "공직유관단체현황: 총 1090개 (2017.7.1)", 공직자윤리정보시스템(https://web.archive.org/web/20171216162151/http://www.peti.go.kr/)[1]